# Leuk
Leuk (francouzsky Loèche) je obec ve švýcarském kantonu Valais, okrese Leuk, jehož je hlavním sídlem. Žije zde přibližně 3 900 obyvatel.

## Geografie
Městečko Leuk se nachází ve švýcarském údolí Rhôny, na severním břehu Rhôny, východně od místa, kde se do Rhôny vlévá říčka Dala.
Leuk je obklopen vinicemi. Skládá se z hlavního centra, zvaného Leuk-Stadt, hradu, vesnice Susten na levém břehu Rhôny a dalších malých vesnic a osad Brianen, Feithieren, Gampinen a Pfyn.

## Historie

Letecký pohled (1949)

Oblast Leuku byla osídlena již v době kamenné před více než 4000 lety. Předpokládá se, že místní název Leuk pochází z předkeltské doby a že trvalé osídlení tedy začalo v této době. Oblast Leuk byla postupně osídlena a ovlivněna Ligurci, Kelty, Římany, Burgunďany, Franky a Alemany. Nejstarší dochovaný dokument zmiňující Leuk pochází z roku 515 n. l. V roce 1142 získal Leuk sionský biskup, který se tak stal panovníkem. Biskupský hrad v Leuku sloužil jako letní sídlo biskupů. V roce 1256 získal Leuk městská práva.
Díky své poloze na křižovatce dopravních cest z východu na západ a z jihu na sever se město stalo významným obchodním centrem. Průsmyk Gemmipass na severu intenzivně využívali již Římané, což dokládá řada nálezů v oblasti. Na slunných jižních svazích se již od římských dob pěstují vinice. Keltové již znali vysokohorské zemědělství a pastevectví. Ve středověku bylo v Leuku více než 20 mlýnů. V Leuku byly také v provozu obchodní stanice a další služby.
Leuk byl centrem reformace ve Valais, kterou vedl Bartholomäus Allet a jeho zeť Michael Mageran. Za Magerana byla zlomena světská a církevní moc biskupa ze Sionu.
V letech 1915 až 1967 jezdila úzkorozchodná dráha Leuk–Leukerbad ze stanice Leuk SBB přes stanici Leuk Stadt až do Leukerbadu.
V roce 1974 byla na kopci 1 km východně od Leuku uvedena do provozu satelitní pozemní stanice Leuk; pozemní stanici dříve provozovala společnost Swisscom a nyní se jmenuje Signalhorn.com (stejně jako hora na jihu).
S účinností od 1. ledna 2013 byla doposud samostatná obec Erschmatt začleněna do politické obce Leuk.

## Obyvatelstvo

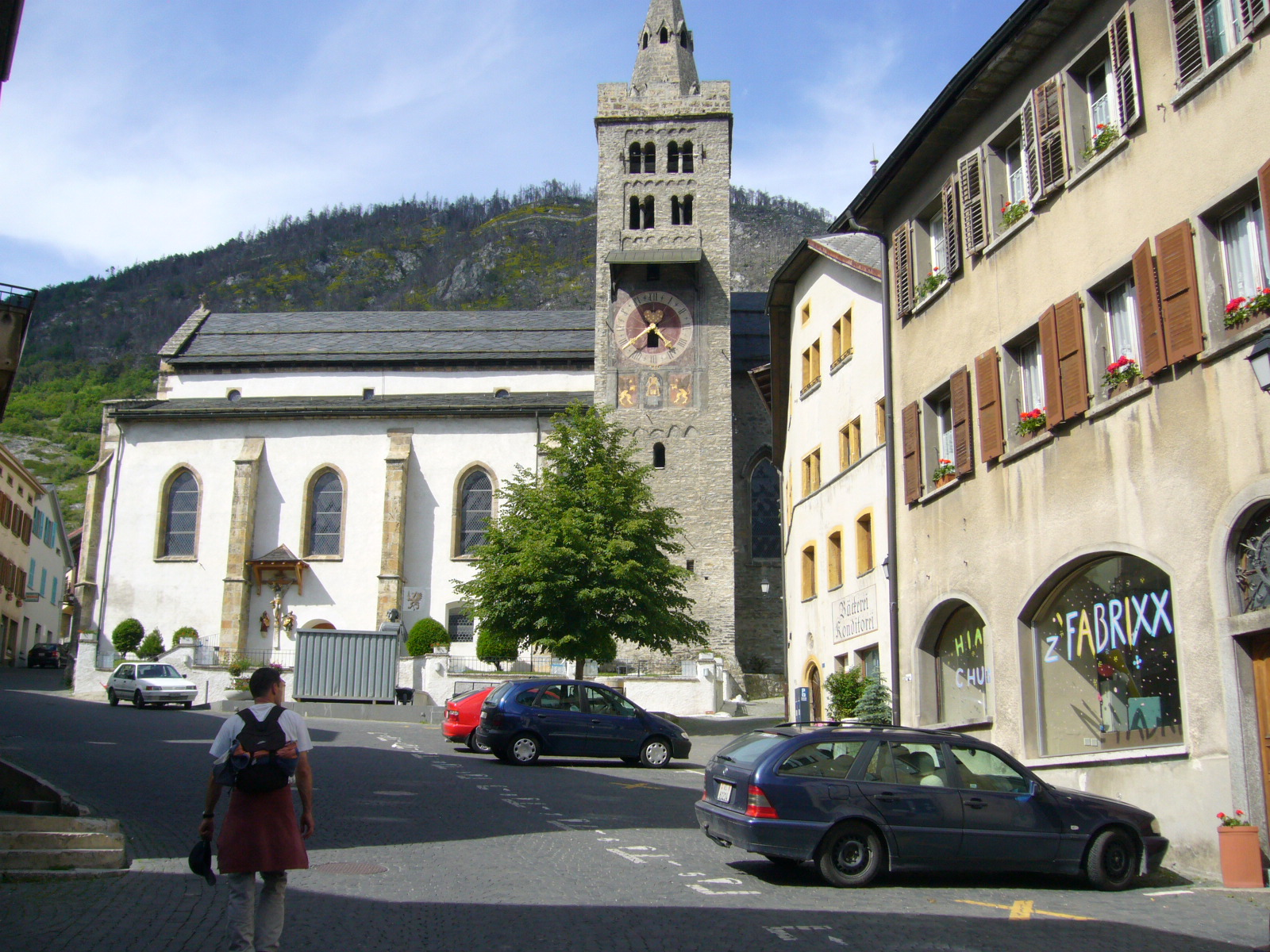
Kostel

| Rok            | 1850 | 1900 | 1950 | 2000 | 2010 | 2011 | 2012 | 2013 | 2014 | 2015 | 2016 |
| Počet obyvatel | 1042 | 1592 | 2336 | 3361 | 3659 | 3675 | 3712 | 3724 | 3842 | 3915 | 3947 |

## Hospodářství
Ve středověku bylo místní hospodářství založeno na přepravě zboží, salašnictví, zemědělství a vinařství. Ve městě se těžil štěrk z břehů řeky Rhôny v lese Pfynwald, dokud tato těžba nebyla v 70. letech 20. století z ekologických důvodů omezena. Těžba vápence byla zahájena v roce 1928 na řece Rhôně v Sustenu, ale v současnosti je již ukončena. V roce 2005 bylo v obci deset velkých zemědělských podniků a sedm vinařství. V roce 1908 otevřela společnost Alusuisse-Werke (nyní Alcan Ltd.) v Chippis a Stegu zpracovatelský závod, který poskytl práci mnoha lidem z Leuku. Leuk byl tradičně ústředním správním centrem regionu. Na počátku 21. století je také centrem vzdělávání, práva a služeb, částečně díky satelitní pozemní stanici společnosti International Teleport Switzerland AG. Díky velkým anténám pozemní stanice se Leuk stal významným mezikontinentálním telekomunikačním centrem. V blízkosti pozemní stanice jsou umístěny antény švýcarského vojenského systému Onyx pro sběr elektronických zpravodajských informací.

## Doprava

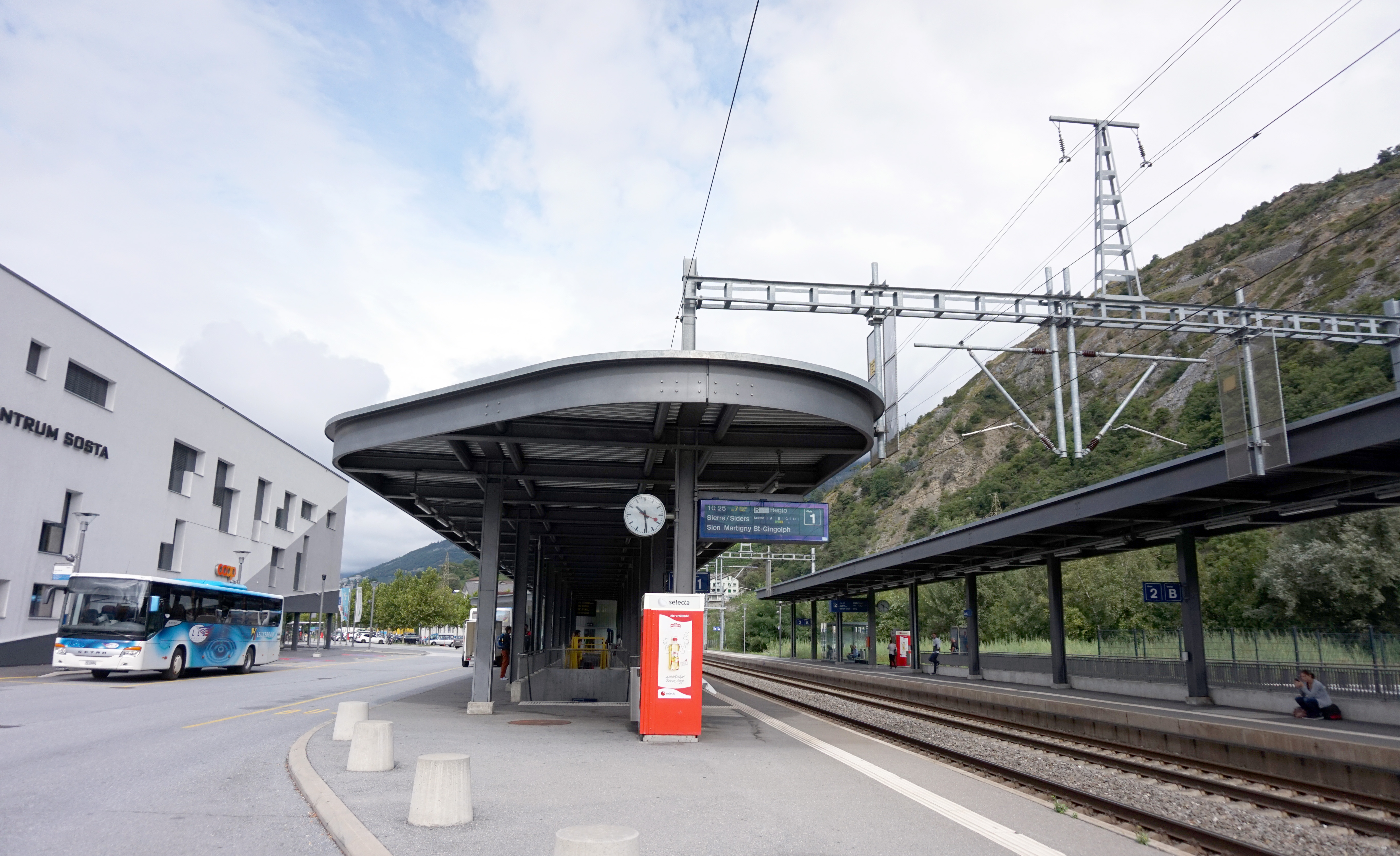
Železniční stanice Leuk

V roce 1915 byla otevřena železniční trať Leuk-Leukerbad-Bahn, která byla v roce 1967 zrušena a nahrazena autobusy. Leukem prochází železniční trať Brig – Sion (Simplonská dráha); ve stanici Leuk zastavují regionální vlaky i vlaky dálkové dopravy. V roce 2005 bylo přestavěno nádraží v Sustenu s novým železničním mostem přes Rhônu a novým železničním tunelem směrem na Salgesch. 

## Osobnosti
- Franz von Werra (1914–1941), stíhací eso 2. světové války